# Championnat de Bolivie de football 1992
Navigation
Saison précédente Saison suivante
La saison 1992 du Championnat de Bolivie de football est la dix-huitième édition du championnat de première division en Bolivie. Le championnat se dispute en deux tournois indépendants dont les vainqueurs s'affrontent pour le titre national.
Chaque tournoi est organisée de façon différente :
- le tournoi Ouverture voit les seize équipes regroupées au sein d'une poule unique, chacune affronte deux fois ses adversaires, à domicile et à l'extérieur.
- le tournoi Clôture est scindé en deux phases. Un Cuadrangular voit les 4 premiers du tournoi Ouverture s'affronter pour une place en finale de tournoi. Ensuite, un Octogonal puis une phase éliminatoire permet de désigner le deuxième finaliste.

C'est le club de Bolivar La Paz, tenant du titre, qui remporte la compétition après avoir gagné les deux tournois saisonniers. 

## Qualifications continentales
Chaque vainqueur d'un des deux tournois saisonniers reçoit son billet pour la prochaine édition de la Copa Libertadores 1993. Si un même club remporte les deux tournois, un barrage est organisé entre les deux finalistes pour déterminer le deuxième qualifié.

## Les clubs participants
| - Jorge Wilstermann Cochabamba - San José Oruro - Oriente Petrolero - Bolivar La Paz - Real Santa Cruz - Destroyers Santa Cruz - Petrolero Cochabamba - Universitario Potosi - Promu de Primera B | - Ciclón Tarija - Litoral Oruro - Promu de Primera B - Club Blooming - The Strongest La Paz - Club Independiente Petrolero - Chaco Petrolero La Paz - Orcobol Cochabamba - Real Beni - Promu de Primera B |

## Compétition
Le barème utilisé pour établir l'ensemble des classements est le suivant :
- Victoire : 2 points
- Match nul : 1 point
- Défaite : 0 point

### Tournoi Ouverture

#### Classement
| Rang | Équipe                       | Pts | J  | G  | N  | P  | Bp | Bc | Diff |
| ---- | ---------------------------- | --- | -- | -- | -- | -- | -- | -- | ---- |
| 1    | Bolivar La PazT              | 48  | 30 | 19 | 10 | 1  | 74 | 15 | +59  |
| 2    | San José Oruro               | 45  | 30 | 18 | 9  | 3  | 60 | 21 | +39  |
| 3    | The Strongest La Paz         | 41  | 30 | 17 | 7  | 6  | 60 | 29 | +31  |
| 4    | Oriente Petrolero            | 36  | 30 | 14 | 8  | 8  | 47 | 34 | +13  |
| 5    | Jorge Wilstermann Cochabamba | 34  | 30 | 15 | 4  | 11 | 54 | 44 | +10  |
| 6    | Club Independiente Petrolero | 32  | 30 | 12 | 8  | 10 | 28 | 30 | -2   |
| 7    | Litoral OruroP               | 31  | 30 | 12 | 7  | 11 | 44 | 36 | +8   |
| 8    | Ciclón Tarija                | 31  | 30 | 11 | 9  | 10 | 47 | 40 | +7   |
| 9    | Destroyers Santa Cruz        | 31  | 30 | 13 | 5  | 12 | 43 | 41 | +2   |
| 10   | Club Blooming                | 29  | 30 | 12 | 2  | 13 | 48 | 44 | +4   |
| 11   | Petrolero Cochabamba         | 25  | 30 | 8  | 9  | 13 | 45 | 67 | -22  |
| 12   | Universitario PotosiP        | 23  | 30 | 7  | 9  | 14 | 39 | 55 | -16  |
| 13   | Orcobol Cochabamba           | 21  | 30 | 8  | 5  | 17 | 36 | 59 | -23  |
| 14   | Chaco Petrolero              | 18  | 30 | 7  | 4  | 19 | 43 | 74 | -31  |
| 15   | Real Santa Cruz              | 18  | 30 | 6  | 6  | 18 | 26 | 58 | -32  |
| 16   | Real BeniP                   | 17  | 30 | 6  | 5  | 19 | 18 | 65 | -47  |

### Tournoi Clôture

#### Cuadrangular
- Les quatre premiers du tournoi Clôture s'affrontent pour une place en finale du tournoi Clôture.

| Rang | Équipe               | Pts | J | G | N | P | Bp | Bc | Diff |
| ---- | -------------------- | --- | - | - | - | - | -- | -- | ---- |
| 1    | San José Oruro       | 8   | 6 | 3 | 2 | 1 | 10 | 5  | +5   |
| 2    | Oriente Petrolero    | 6   | 6 | 2 | 2 | 2 | 7  | 12 | -5   |
| 3    | Bolivar La Paz       | 5   | 6 | 1 | 3 | 2 | 5  | 6  | -1   |
| 4    | The Strongest La Paz | 5   | 6 | 2 | 1 | 3 | 7  | 6  | +1   |

- San José Oruro se qualifie pour la finale du tournoi Clôture.

#### Octogonal
| Rang | Équipe                       | Pts | J | G | N | P | Bp | Bc | Diff |
| ---- | ---------------------------- | --- | - | - | - | - | -- | -- | ---- |
| 1    | Bolivar La Paz               | 8   | 6 | 3 | 2 | 1 | 11 | 7  | +4   |
| 2    | Jorge Wilstermann Cochabamba | 7   | 6 | 3 | 1 | 2 | 13 | 11 | +2   |
| 3    | Club Blooming                | 5   | 6 | 2 | 1 | 3 | 10 | 14 | -4   |
| 4    | San José Oruro               | 4   | 6 | 1 | 2 | 3 | 10 | 12 | -2   |

| Rang | Équipe                | Pts | J | G | N | P | Bp | Bc | Diff |
| ---- | --------------------- | --- | - | - | - | - | -- | -- | ---- |
| 1    | Destroyers Santa Cruz | 8   | 6 | 3 | 2 | 1 | 8  | 4  | +4   |
| 2    | Oriente Petrolero     | 7   | 6 | 2 | 3 | 1 | 12 | 9  | +3   |
| 3    | The Strongest La Paz  | 6   | 6 | 3 | 0 | 3 | 14 | 8  | +6   |
| 4    | Petrolero Cochabamba  | 3   | 6 | 1 | 1 | 4 | 8  | 21 | -13  |

Demi-finales :
| Équipe 1                     | Résultat      | Équipe 2              | Aller | Retour |
| ---------------------------- | ------------- | --------------------- | ----- | ------ |
| Jorge Wilstermann Cochabamba | 3 - 3 5-4 tab | Destroyers Santa Cruz | 3 - 2 | 0 - 1  |
| Oriente Petrolero            | 1 - 4         | Bolivar La Paz        | 1 - 0 | 0 - 4  |

Finale :
| Équipe 1                     | Résultat | Équipe 2       | Aller | Retour |
| ---------------------------- | -------- | -------------- | ----- | ------ |
| Jorge Wilstermann Cochabamba | 2 - 3    | Bolivar La Paz | 0 - 0 | 2 - 3  |

- Bolivar La Paz se qualifie pour la finale du tournoi Clôture.

#### Finale de tournoi
| Équipe 1       | Résultat | Équipe 2       | Aller | Retour |
| -------------- | -------- | -------------- | ----- | ------ |
| Bolivar La Paz | 9 - 2    | San José Oruro | 6 - 1 | 3 - 1  |

### Barrage pour la Copa Libertadores
- Bolivar La Paz ayant remporté les deux tournois saisonniers, un barrage est organisé entre les deux finalistes malheureux des tournois.

| Équipe 1       | Résultat      | Équipe 2                     |
| -------------- | ------------- | ---------------------------- |
| San José Oruro | 1 - 1 4-3 tab | Jorge Wilstermann Cochabamba |

## Bilan de la saison
| Championnat de Bolivie de football 1992 |                           |
| Champion                                | Bolivar La Paz (8e titre) |
| Qualifications continentales            |                           |
| Copa Libertadores 1993                  | Bolivar La Paz            |
| Copa Libertadores 1993                  | San José Oruro            |
| Copa CONMEBOL 1993                      | Aucun                     |
| Promotions et relégations               |                           |
| Promus en Primera A                     | Club Deportivo Guabirá    |
| Promus en Primera A                     | CD Metalsan               |
| Relégués en Primera B                   | Real Santa Cruz           |
| Relégués en Primera B                   | Real Beni                 |